# Кудлаєнко Сергій Володимирович
Сергі́й Володи́мирович Кудлає́нко (нар. 13 жовтня 1975, Вінниця) — народний депутат України 8-го скликання.

## Життєпис
Народився 13 жовтня 1975 року у Вінниці.
У 2012 році здобув ступінь кандидата економічних наук за спеціальністю «Економіка та управління підприємствами» (за видами економічної діяльності).
У 2019 році захистив докторську дисертацію та здобув вчений ступінь доктора економічних наук за спеціальністю «Економіка».
У 2017 році отримав звання «Заслужений працівник сфери послуг».

## Освіта
Сергій закінчив ЗОШ № 10 Вінниці та вступив до технікуму електронних приладів. Після завершення навчання отримав спеціальність «Радіоапаратобудування». 
У 2003 році отримав другу вищу освіту у Київському національному торговельно-економічному університеті, за спеціальністю «Облік та аудит». 
Пізніше вступив до Академії держуправління при Президентові України в Одесі, у якій здобув ступінь магістра державного управління.
У 2008 році він вступив до Тернопільського національного економічного інституту та успішно завершив навчання за спеціальністю «Правознавство». 

## Професійна діяльність
Під час навчання в технікумі пішов працювати на завод, а згодом влаштувався на роботу у спільне українсько-венесуельське підприємство «Кодак-експрес», де за десять років пройшов шлях від рядового працівника до директора. 
З 2006 р. розпочав працювати у Вінницькій міській раді керівником управління торгівлі, громадського харчування і побуту. 
У 2007 році Сергій очолив управління споживчого ринку та послуг у місті Вінниці. Надалі Кудлаєнка призначили на посаду директора Департаменту адміністративних послуг Вінницька міська рада, де працював з 2011 по 2014 рік. 
З 2014 по 2019 рік входив у склад Верховної ради VIII скликання. 
З 2020 року Сергій Кудлаєнко очолює ДП "Дирекція з будівництва Міжнародного аеропорту «Одеса».

## Політична діяльність
У 2009 році увійшов до депутатського корпусу Вінницької обласної ради. 
У 2014 році Сергій Володимирович Кудлаєнко був обраний народним депутатом України VIII скликання, безпартійний, де став заступником Голови Комітету Верховної Ради України з питань державного будівництва, регіональної політики та місцевого самоврядування. Спільно з цим, він працював заступником члена Постійної делегації у парламентській асамблеї Організації з безпеки та співробітництва в Європі, заступником керівника групи з міжпарламентських зв'язків з Республікою Чилі, членом групи з міжпарламентських зв'язків з Французькою Республікою, членом групи з міжпарламентських зв'язків з Республікою Польща, членом групи з міжпарламентських зв'язків з Латвійською Республікою, членом групи з міжпарламентських зв'язків з Китайською Народною Республікою.
Законопроєкти авторства Сергія Кудлаєнка, прийняті Верховною Радою України:
- Закон № 645-VIII[1] :про призначення чергових виборів депутатів місцевих рад та сільських, селищних, міських голів.
- Закон № 888-VIII[2] : про внесення змін до деяких законодавчих актів України щодо розширення повноважень органів місцевого самоврядування та оптимізації надання адміністративних послуг.
- Закон № 1851-VIII[3]: про внесення змін до деяких законодавчих актів України (щодо добровільного приєднання територіальних громад).
- Закон № 1437-VIII[4]: про внесення змін до деяких законів України щодо Сил спеціальних операцій Збройних Сил України
- Закон № 2234-VIII[5]: про внесення змін до деяких законодавчих актів України щодо посилення захисту права дитини на належне утримання шляхом вдосконалення порядку примусового стягнення заборгованості зі сплати аліментів.

## Особисте життя
Одружений. Виховує двох синів.